# Levasseur PL.15
Levasseur PL.15 là một loại thủy phi cơ ném bom-ngư lôi của Pháp trong thập niên 1930. Nó là một thiết kế theo sau loại PL.14, được phát triển từ loại máy bay PL.7 trang bị trên tàu sân bay.

## Biến thể
- PL.15
  - PL.151
  - PL.154

## Quốc gia sử dụng
Pháp
- Aéronavale
  - Escadrille 7B2
  - Escadrille 3S6

## Tính năng kỹ chiến thuật
Đặc điểm tổng quát
- Kíp lái: 3
- Chiều dài: 12,85 m (42 ft 2 in)
- Sải cánh: 18 m (59 ft 1 in)
- Chiều cao: 5,10 m (16 ft 9 in)
- Diện tích cánh: 74,5 m2 (802 ft2)
- Trọng lượng rỗng: 2.835 kg (6.237 lb)
- Trọng lượng có tải: 4.500 kg (9.900 lb)
- Powerplant: 1 × Hispano-Suiza 12Nb, 480 kW (650 hp) mỗi chiếc

Hiệu suất bay
- Vận tốc cực đại: 208 km/h (130 mph)
- Vận tốc hành trình: 181 km/h (113 mph)
- Tầm bay: 750 km (470 dặm)
- Trần bay: 4.500 m (14.800 ft)

Vũ khí trang bị
- 1 súng máy
- 1 ngư lôi 400 mm hoặc 450 mm